# Sommer-Deaflympics 2009/Bowling
Bei den Sommer-Deaflympics 2009 in Taipeh wurden im “Xinqiaofu”-Bowlingcenter zehn Wettbewerbe im Bowling ausgetragen.

## Frauen

### Einzel
| Platz | Land | Sportlerin                     | Punkte |
| ----- | ---- | ------------------------------ | ------ |
| 1     | TPE  | Chang Yao Chien                | 1134   |
| 2     | KOR  | Jeong Jeongyeon                | 1128   |
| 3     | KOR  | Lin Hsiang Tzu                 | 1106   |
| 4     | RUS  | Marina Vladimirovna Katanskaya | 1077   |
| 5     | JPN  | Toshiko Matsukiyo              | 1061   |
| 6     | USA  | Jerilyn Keller                 | 1049   |
| 7     | CAN  | LABRECQUE Rita Labrecque       | 1048   |
| 7     | RUS  | Maria Yareeva                  | 1048   |

Datum: 8. September 2009
17.  Manuela Wilczynski 995

27.  Dagmar Becker-Daschmann 956

31.  Corinna Wentzel 938

36.  Melanie Kühn 919

39.  Renate Kühn 909

59.  Melanie Klinke 830

### Doppel
| Platz | Land | Sportlerinnen                       | Punkte |
| ----- | ---- | ----------------------------------- | ------ |
| 1     | FIN  | Aira Kilpeläinen, Satu Lintula      | 2147   |
| 2     | TPE  | Chen Wen, Wang Yu Chin              | 2140   |
| 3     | USA  | Patricia Brothag, Sharon Ditondo    | 2108   |
| 4     | KOR  | Jeong Jeongyeon, Lee Sunjung        | 2102   |
| 5     | GER  | Corinna Wentzel, Manuela Wilczynski | 2077   |
| 6     | TPE  | Chang Yao Chien, Lin Hsiang Tzu     | 2074   |
| 7     | TPE  | Hsueh Hsiu Chen, Huang Ya Ting      | 2072   |
| 8     | USA  | Jerilyn Keller, Cheyenne Rogers     | 2064   |

Datum: 9. September 2009
09.  GER Melanie Klinke, Melanie Kühn 2055

16.  GER Dagmar Becker-Daschmann, Renate Kühn 1946

### Trio
| Platz | Land | Sportlerinnen                                            | Punkte |
| ----- | ---- | -------------------------------------------------------- | ------ |
| 1     | TPE  | Chang Yao Chien, Lin Hsiang Tzu, Wang Yu Chin            | 3267   |
| 2     | TPE  | Chen Wen Ni, Hsueh Hsiu Chen, Huang Ya Ting              | 3182   |
| 3     | KOR  |                                                          | 3118   |
| 4     | RUS  |                                                          | 3103   |
| 5     | FIN  |                                                          | 3049   |
| 6     | SWE  |                                                          | 2998   |
| 7     | GER  | Dagmar Becker-Daschmann, Renate Kühn, Manuela Wilczynski | 2981   |
| 8     | USA  |                                                          | 2975   |

### Mannschaft
| Platz | Land               | Punkte |
| ----- | ------------------ | ------ |
| 1     | Chinesisch Taipeh  | 5212   |
| 2     | Russland           | 4919   |
| 3     | Schweden           | 4887   |
| 4     | Vereinigte Staaten | 4776   |
| 5     | Finnland           | 4720   |
| 6     | Deutschland        | 4719   |
| 7     | Griechenland       | 4660   |
| 8     | Italien            | 4577   |

Datum: 11. September 2009

### Masters
| Platz | Land | Sportlerinnen     | Punkte |
| ----- | ---- | ----------------- | ------ |
| 1     | TPE  | Chang Yao Chien   |        |
| 2     | JPN  | Toshiko Matsukiyo |        |
| 3     | GRE  | Themis Berti      |        |

## Männer

### Einzel
| Platz | Land | Sportler           | Punkte |
| ----- | ---- | ------------------ | ------ |
| 1     | USA  | Randall Perry      | 1228   |
| 2     | KOR  | Ham Jonghoon       | 1197   |
| 3     | MAS  | Awang Mohd         | 1188   |
| 4     | CAN  | George Brian Halas | 1187   |
| 5     | GRE  | Ioannis Iliakis    | 1182   |
| 6     | TPE  | Hsieh Sheng        | 1162   |
| 7     | DEN  | Christian Radoor   | 1149   |
| 8     | KOR  | Kim Younho         | 1147   |

Datum: 8. September 2009
018.  Olaf Probst 1110

022.  Simon Wildenhayn 1087

024.  Andreas Schwarz 1080

043.  Rainer Kühn 1030

044.  Holger Vetter 1028

049.  Kevin Lindemann 1016

074.  Gerhard Stockreiter 968

074.  Alois Korak 945

115.  Heinz Roos 871

122.  Günther Duschet 849

127.  Thomas Ledermann 838

133.  Agostino Bondioni 819

### Doppel
| Platz | Land | Sportler                       | Punkte |
| ----- | ---- | ------------------------------ | ------ |
| 1     | KOR  | An Seongjo, Ham Jonghoon       | 2378   |
| 2     | KOR  | Kim Younho, SEO Youngchun      | 2368   |
| 3     | KSA  | Fahad Alromaih, Mohammad Oraif | 2346   |
| 4     | TPE  |                                | 2316   |
| 5     | USA  |                                | 2306   |
| 6     | TPE  |                                | 2301   |
| 7     | GER  | Rainer Kühn, Andreas Schwarz   | 2292   |
| 8     | GRE  |                                | 2278   |

Datum: 9. September 2009

### Trio
| Platz | Land | Sportler | Punkte |
| ----- | ---- | -------- | ------ |
| 1     | KOR  |          |        |
| 2     | TPE  |          |        |
| 3     | SWE  |          |        |

### Mannschaft
| Platz | Land              | Punkte |
| ----- | ----------------- | ------ |
| 1     | Chinesisch Taipeh |        |
| 2     | Südkorea          |        |
| 3     | Schweden          |        |

### Masters
| Platz | Land | Sportler     | Punkte |
| ----- | ---- | ------------ | ------ |
| 1     | KOR  | An Seongjo   |        |
| 2     | KOR  | Choi Taein   |        |
| 3     | KOR  | Ham Jonghoon |        |

## Medaillenspiegel Bowling
| Medaillenspiegel Bowling | Medaillenspiegel Bowling | Medaillenspiegel Bowling | Medaillenspiegel Bowling | Medaillenspiegel Bowling | Medaillenspiegel Bowling |
| Platz                    | Land                     | G                        | S                        | B                        | Gesamt                   |
| ------------------------ | ------------------------ | ------------------------ | ------------------------ | ------------------------ | ------------------------ |
| 01                       | Chinesisch Taipeh        | 5                        | 3                        | -                        | 8                        |
| 02                       | Südkorea                 | 3                        | 5                        | 3                        | 11                       |
| 03                       | Vereinigte Staaten       | 1                        | -                        | 1                        | 2                        |
| 04                       | Finnland                 | 1                        | -                        | -                        | 1                        |
| 06                       | Russland                 | -                        | 1                        | -                        | 1                        |
| 07                       | Japan                    | -                        | 1                        | -                        | 1                        |
| 08                       | Schweden                 | -                        | -                        | 3                        | 3                        |
| 08                       | Griechenland             | -                        | -                        | 1                        | 1                        |
| 08                       | Malaysia                 | -                        | -                        | 1                        | 1                        |
| 08                       | Saudi-Arabien            | -                        | -                        | 1                        | 1                        |
| Total                    | Total                    | 10                       | 10                       | 10                       | 30                       |